# Карл Австрійський (1607—1632)
дон Карлос Австрійський (ісп. Carlos de Austria y Austria; 15 вересня 1606, Ескоріал — 30 липня 1632) — брат короля Іспанії Філіпа IV, інфант Іспанії.

## Біографія
Карлос народився в сім'ї короля Іспанії і Португалії Філіпа III (у другому з цих двох королівств правил під ім'ям Філіпа II) і його дружини королеви Маргарити. Був другим сином в сім'ї, п'ятим з восьми дітей.
Карлос був молодшим братом Філіпа IV і, поки король залишався бездітним, був спадкоємцем іспанського престолу. У Карлоса були погані відносини з фаворитом Філіпа і прем'єр-міністром Оліваресом, і хоча він не цікавився політикою, його використовували різні придворні, щоб відсунути Олівареса.
Під час тривалих хвороб брата Карлос був близький до отримання корони, але Філіп видужував, а в 1629 році у нього народився спадкоємець престолу — Бальтазар Карлос. Це повністю позбавило Карлоса Австрійського політичного впливу при дворі.
Дон Карлос помер в 1632 році у віці 25 років, залишившись одним з найбільш загадкових персонажів свого часу.